# Kurovskoe
Kurovskoe (ru. Куровско́е) este un oraș din Regiunea Moscova, Federația Rusă și are o populație de 19.507 locuitori.